# Svetozar Gligorić
Svetozar Gligorić (Belgrado, 2 de fevereiro de 1923 — Belgrado, 14 de agosto de 2012) foi um jogador de xadrez da antiga Iugoslávia, com diversas participações nas Olimpíadas de xadrez. 
Gligorić começou a jogar xadrez aos onze anos de idade. Durante a Segunda Guerra Mundial integrou uma unidade Partisan. Após a guerra, dedicou-se ao Jornalismo e organização de torneio enxadrísticos. Obteve o título de Grande Mestre em 1951. Foi um dos mais fortes jogadores da década de 60. Também escreveu livros sobre teoria do jogo.
Gligorić participou de todas as edições entre 1950 e 1974 e das edições de 1978 e 1982. Individualmente, conquistou a medalha de ouro em 1958 no primeiro tabuleiro. Por equipes, ganhou a medalha de ouro (1950), prata (1956, 1958, 1962, 1964 e 1968) e de bronze (1952, 1954, 1960, 1970 e 1972). Também participou de outros eventos internacionais, tendo vencido em Dallas (1957), a frente Samuel Reshevsky e László Szabó.
Sepultado no Novo Cemitério de Belgrado.

## Livros
- I Play Against Pieces
- Fischer V Spassky:The World Chess Championship Match, 1972
- The Nimzo-Indian Defence
- King's Indian Defence: Mar Del Plata Variation